# Gradski muzej Vukovar
Gradski muzej Vukovar muzejska je ustanova kojoj je osnivač Grad Vukovar, a smješten je u prostor dvorca Eltz.
Vukovarac prof. dr. Antun Bauer pokretač je i osnivač Gradskog muzeja Vukovar svojim brojnim poklonima i donacijama: stilskoga namještaja, oružja, umjetničkih slika, grafika, crteža i skulptura, te znatnim količinama starorimskoga novca i mnogim inim predmetima, počevši od 1948. godine pa sve do svoje smrti 2000. godine. Odlukom Narodnoga odbora u Vukovaru, prosinca 1946. godine osnovan je Gradski muzej, a svoje javno djelovanje, prvom stalnom izložbom, započeo je dvije godine kasnije u zgradi stare diližansne pošte u baroknom središtu grada.

## Podjela
U razdoblju do Domovinskog rata, odnosno do 1991. godine, Gradski muzej Vukovar razvit će se u četiri muzejsko-galerijske cjeline u okviru jedne matične kuće i to u:
- Gradski muzej Vukovar – središnju instituciju od 1964. u baroknom dvorcu Eltz.
- Zbirku Bauer i Galeriju umjetnina Vukovar u posebnoj zgradi,
- Muzej nobelovca Lavoslava Ružičke u rodnoj kući nobelovca,
- Muzej novije povijesti u Radničkom domu - grand Hotelu,

## Aktivnosti
Tijekom vremena Muzej je postao nezaobilazna institucija kulturne djelatnosti u znanstvenom, izložbenom i muzeološkom obliku, što je pokazao u svojim brojnim stalnim i povremenim izložbama od kojih je moguće istaknuti neke od najznačajnijih: Vučedol – treće tisućljeće prije Krista -, u Muzejskom prostoru u Zagrebu, 27. srpnja 1988. godine, s reprezentativnim katalogom-knjigom, zatim izložbu umjetnina iz "Zbirka Bauer" s cjelovitim katalogom, također u Muzejskom prostoru u Zagrebu – 18. veljače 1989. te izložba u Zagrebu u HAZU – u povodu 100. obljetnice rođenja vukovarskog nobelovca za kemiju Lavoslava Ružičke kada je kompletan materijal Spomen muzeja nobelovca iz Vukovara prikazan u Zagrebu. 
Svoju aktivnost Muzej je višestruko unaprijedio i povećao svoje zbirke do vremena Domovinskog rata 1991. godine, a naročito u vrijeme progonstva u Zagrebu i nakon povratka na svoju domicilnu adresu u Vukovar, u dvorac Eltz. Nakon povratka u Vukovar od 27. svibnja 1998. godine u devastiranom Dvorcu Eltz Muzej razvija izložbenu i manifestacionu kulturnu djelatnost, tako da godišnje obradi i prezentira više od 200 programa. 
Uz brojne izložbe ostvarena su i dva značajna projekta, a to su Izložba "Vučedolski Orion – najstariji europski kalendar" i likovna izložba "Vukovarski likovni salon" – u ovim projektima muzej je ostvario na inicijativu Ružice Marić zasluženo međunarodno priznanje. Neke od njenom zaslugom iniciranih značajnijih manifestacija su: Nebo nad Vukovarom - vezano uz obljetnicu povratka muzeja, Memorijal Stjepana Petrovića - poginulog posljednjeg kustosa Zbirke Bauer, Festival komorne glazbe, Projekt-Vučedol vezan uz kontinuitet istraživanja arheološkog lokaliteta. Povratkom u Vukovar, na 50. godišnjicu svoga osnivanja, Gradski muzej Vukovar nastavlja svoje djelovanje značajnim akcijama kao što je "Povrat – restitucija" svojeg najznačajnijeg fundusa iz Novog Sada, Beograda i Dalja, te tako započinje, ponovnim naporima sastavljati slavnu povijest Vjekovnog hrvatskog Grada na Dunavu. 
Gradski muzej Vukovar otvorena je ustanova kulture i u prvim danima povratka Vukovaraca, a tako je i danas, prihvaćao je sve povratnike, na svoje brojne manifestacije, ali i u svakom drugom posjetu Gradu Vukovaru. Da je i Gradski muzej dio jedne te iste nedjeljive cjeline Grada Vukovara potvrđuju i brojni nazivi njegovih manifestacija kao što su "Grad u srcu" ili "Zagrli me grade".

## Vanjske poveznice
- Službene stranice Gradskog muzeja Vukovar